# Materiał ścierny
Materiał ścierny – materiał służący do obróbki powierzchni, wykorzystujący właściwości ziarna ściernego. Jako ziarno ścierne w procesie produkcji wykorzystywane są korund, węglik krzemu, azotek boru lub diament.
Materiały ścierne wytwarzane są przede wszystkim w postaci arkuszy papieru ściernego, taśm, krążków, gąbek ściernych lub włókniny.

## Zastosowanie
Materiały ścierne wykorzystywane są do obróbki różnorodnych typów powierzchni: drewna, lakieru, metalu, ceramiki, skóry, kompozytów, szkła i wielu innych materiałów.